# Benjamin Dollhofer
Benjamin Dollhofer (* 24. März 1991 in Ottersweier) ist ein deutscher Volleyball- und Beachvolleyballspieler.

## Karriere

### Hallen-Volleyball
Benjamin Dollhofer spielte seit seiner Jugend auf der Außen-Annahme-Position beim TV Bühl. In der Saison 2009/10 wurde er in 23 von 24 Spielen in der Bundesligamannschaft eingesetzt. Er wurde zudem in die deutsche U19-Nationalmannschaft berufen. 2010 führte er die Juniorennationalmannschaft bei der EM in Belarus als Kapitän an. 2012 wechselte Dollhofer nach einem Auslandsaufenthalt in die 2. Bundesliga zum TuS Durmersheim. Von der Saison 2017/18 an spielte er mit den Baden Volleys SSC Karlsruhe in der 2. Bundesliga, wechselte 2022 zur TSG Blankenloch, nach dem Aufstieg in die 1. Bundesliga zurück zu den Baden Volleys SSC Karlsruhe. und 2024 wieder zur TSG Blankenloch.

### Beachvolleyball
Bei der U18-Beach-Europameisterschaft 2008 in Loutraki in Griechenland gewann er zusammen mit Bengt Sievers die Bronzemedaille. Bei der U19-Beach-Weltmeisterschaft 2009 in Alanya in der Türkei wurde er zusammen mit Philipp Arne Bergmann Neunter.

## Sonstiges
Benjamin Dollhofer hat Ende 2017 einen Prüfungsantrag beim Europäischen Patentregister gestellt Sein Wechsel von einem Industrieunternehmen an das Institut für Angewandte Materialien – Werkstoffkunde am Karlsruher Institut für Technologie (KIT) ermöglicht Dollhofer das zeitintensive Engagement in der 1. Volleyball-Bundesliga.